# Gàlag d'Allen
El gàlag d'Allen (Sciurocheirus alleni) és una espècie de primat de la família dels galàgids.

## Descripció
El gàlag d'Allen té un pelatge gruixut d'un color que pot variar entre el gris i el marró, amb un tint d'òxid a les extremitats. El pelatge ventral tendeix a ser més clar, variant entre el gris i el blanc groguenc. Aquesta espècie té diverses taques fosques en el pelatge que envolta els ulls. La cua és llarga i espessa. La longitud conjunta del cap i el cos varia entre 155 i 240 mil·límetres, i té un pes corporal d'entre 200 i 445 grams.
Com altres membres del seu gènere, el gàlag d'Allen té uns ulls anormalment grans, que li permeten adaptar-se al seu estil de vida nocturn. Aquests ulls grans tenen una capa pigmentada sota la retina, el tapetum lucidum, que li facilita la detecció de llum. Malgrat això, curiosament, són cecs al color, ja que a la retina només tenen barres, en lloc d'autèntiques màcules.
Com en molts dels seus parents, les cries de gàlag d'Allen tenen orelles nues i flexibles, que poden moure cap enrere, e inclinar-les fins a la base. El nas està cobert d'una pell que recorda el cuir. El gàlag d'Allen té la característica pinta dental formada pels quatre incisius i dos canins. Són coneguts per les seves fortes potes del darrere i la seva capacitat de salt.

## Distribució i hàbitat
Aquesta espècie viu als boscos humits del centre occidental d'Àfrica. Es distribueixen entre el sud de Nigèria (al nord), el delta del riu Níger (a l'oest), la cantonada sud-oest de la República Centreafricana (a l'est) i la República del Congo (al sud).
Viuen principalment en el sotabosc dels boscos primaris humits, trobant-se rarament en boscos secundaris.

## Comportament
Es tracta d'un animal nocturn i solitari, en el que els mascles es mostren agressius vers altres mascles. Les femelles viuen amb les cries, sovint en petits grups familiars. Durant el dia, mascles i femelles poden compartir els caus. Els individus dormen en nius construïts en buits d'arbres, en grups d'entre 1 i 4. Els mascles viuen sols o en petits grups de 2 o 3, fins que se'ls presenta l'oportunitat d'esdevenir un mascle dominant. Els mascles dominants cobreixen un territori extens i tendeixen a ser molt territorials. Aleshores es produeix una forta competència per la proximitat als territoris de les femelles. Aquests mascles més dominants poden passar entre molts grups de femelles. L'agressió masculina està marcada per una postura alçada, bípeda, la boca oberta, i un so similar a un xiulet.
Els gàlags d'Allen marquen el seu territori ruixant-se orina sobre les plantes dels peus i caminant pels seus voltants fins que l'olor queda ben impregnat. De mitjana, hi ha uns 15 individus per milla quadrada. El territori de les femelles ocupa entre 8 i 16 hectàrees, mentre que el dels mascles arriba fins a entre 30 i 50 hectàrees. Els mascles cerquen controlar territoris que solapin amb els de diferents femelles. S'ha observat una intensa competició entre mascles per accedir als territoris de les femelles. Sembla que la dominància dels mascles està relacionada amb la massa corporal, sent els mascles més grans els més dominants.
Els individus d'aquesta espècie participen en la neteja col·lectiva, fent servir la seva pinta dental i el segon dit del peu, el qual disposa d'una urpa especialitzada per la neteja. La pinta dental neteja les àrees brutes del pelatge i una segona llengua de la boca neteja la pinta. Al mateix temps la neteja és un comportament de festeig.
S'ha registrat que en captivitat poden viure fins a 12 anys, mentre que a la natura la major longevitat registrada ha estat de 8 anys.

### Dieta
Els gàlags d'Allen són principalment frugívors, alimentant-se principalment de fruita caiguda. S'estima que les fruites formen el 75% del total de la seva dieta, encara que també s'alimenten d'insectes i, ocasionalment, de petits mamífers, que podrien representar un suplement proteic.

### Reproducció
Les femelles tenen només una cria per ventrada. Els naixements tenen lloc durant l'any en algunes parts de la seva distribució i en pics estacionals en altres parts. Al Gabon, on el naixements es produeixen durant l'any, hi ha increment de parts entre gener i abril. Els pics estacionals tenen lloc en moments de l'any en què els fruits i els insectes són més abundants. El període de gestació és rarament llarg (al voltant de 133 dies). Les cries pesen quan neixen entre 5 i 10 grams, un pes petit comparat amb el d'altres espècies de la mateixa mida. Quan donen a llum, les femelles se separen del grup durant dues setmanes. L'alletament té lloc durant unes 6 setmanes, i els joves assoleixen la maduresa sexual entre el vuitè i desè més de vida.
Els gàlags d'Allen construeixen nius per les seves cries i de vegades comparteixen les cures de les seves cries amb les d'infants d'altres femelles. Les femelles porten les seves cries a la boca. Quan deixen el niu per sortir a cercar aliment de nit, deixen a la seva cria indefensa en un lloc ocult. Les femelles tenen cura de la seva cria durant unes sis setmanes.
El paper dels mascles en la cria sembla indirecte. Donat que els mascles són agressius alhora de mantenir els seus territoris, els quals s'encavalquen amb els de diverses femelles, es podria dir que d'alguna manera ajuden a defendre les cries d'altres mascles invasors.

### Comunicació
Els individus d'aquesta espècie es comuniquen per mitjà de 3 tipus de sons: socials, agressius i defensius. Els sons socials tendeixen a ser en forma d'espetecs de les mares a les cries, que sonen com "tsic". Les crides maternals al grup sonen com un grall suau. Els sorolls més potents són per reunir grans grups. Si se sent un crit d'alarma, pot provocar que es reuneixin i assetgin un depredador, com ara un gat. Els crits agressius sonen "quee, quee, quee".
També hi ha comunicació olfactiva per mitjà de les marques territorials d'orina. S'ha observat que aquestes marques d'orina es multipliquen per 4 quan el territori s'encavalca amb el d'altres individus. Són animals molt territorials i les agressions entre mascles són freqüents. El comportament agressiu es comunica per mitjà d'una postura elevada, incorporant-se sobre les potes del darrere, i emeten xiulets. El festeig és comunicat amb la neteja mútua i les persecucions.
Els gàlags d'Allen tenen l'habilitat de realitzar moltes expressions facials, que poden comunicar una gran acord. Les expressions facials poden ser defensives, amenaçadores o protectores, i també estan associades als crits maternals.
També fan servir comunicació tàctil. Quan es troben per primer cop amb un altre individu de la mateixa espècie, s'ensumen l'un a l'altre apropant els nassos. Tot seguit es toquen el rostre amb el nas. La neteja social és la forma de comunicació tàctil més important, ja que els permet establir llaços afectius.
El gàlag d'Allen té un excepcionalment ben desenvolupat sentit de la visió (malgrat la manca de visió de color) nocturna. També té un agut sentit de l'oïda, sentit de l'olfacte, i fa servir els senyals tàctils per captar el que succeeix al seu voltant.

## Depredadors
Quan se sent amenaçat, el gàlag d'Allen pot moure's amb més rapidesa corrent sobre les potes del darrere. Quan veu un depredador fuig saltant ràpidament grans distàncies de branca en branca. Aquesta espècie fa servir crits d'alarma per alertar altres individus del perill.
Poc se sap sobre els seus depredadors, encara que és probable que les seves principals amenaces siguin els depredadors arboris i voladors, com els gats i els mussols. Els éssers humans representen la seva amenaça més gran a través de la destrucció del seu hàbitat.

## Estat de conservació
El gàlag d'Allen es troba dins la Llista Vermella de la UICN com a espècie en risc mínim, i a l'Apèndix II de la llista del CITES. La major amenaça d'aquesta espècie és l'impacte humà sobre el seu hàbitat. L'expansió de poblacions humans i una guerra civil a Nigèria, han disminuït dràsticament la disponibilitat d'hàbitat d'aquesta espècie. A causa de la seva preferència de boscos primaris respecte a boscos secundaris, aquesta destrucció del seu hàbitat és la major preocupació per aquesta espècie.
Encara que es creu que la seva cacera no representa un problema significatiu per l'espècie, les lleis protegeixen el gàlag d'Allen de ser caçat o capturat sense autorització. S'ha registrat que viu en una reserva al Camerun, encara que calen més reserves.